# Batangrande
Batangrande o Batán Grande es una localidad de Perú, catalogada como centro poblado, ubicada en el distrito de Pítipo, provincia de Ferreñafe, en el departamento de Lambayeque.
Debe su nombre a la extinta hacienda Batán Grande, cuya sede aún se aprecia en la plaza del pueblo. Por la misma razón comparte el nombre con el sitio arqueológico de Batán Grande ya que la hacienda llegó a abarcar un área mayor, aunque se ubica más al este del complejo.

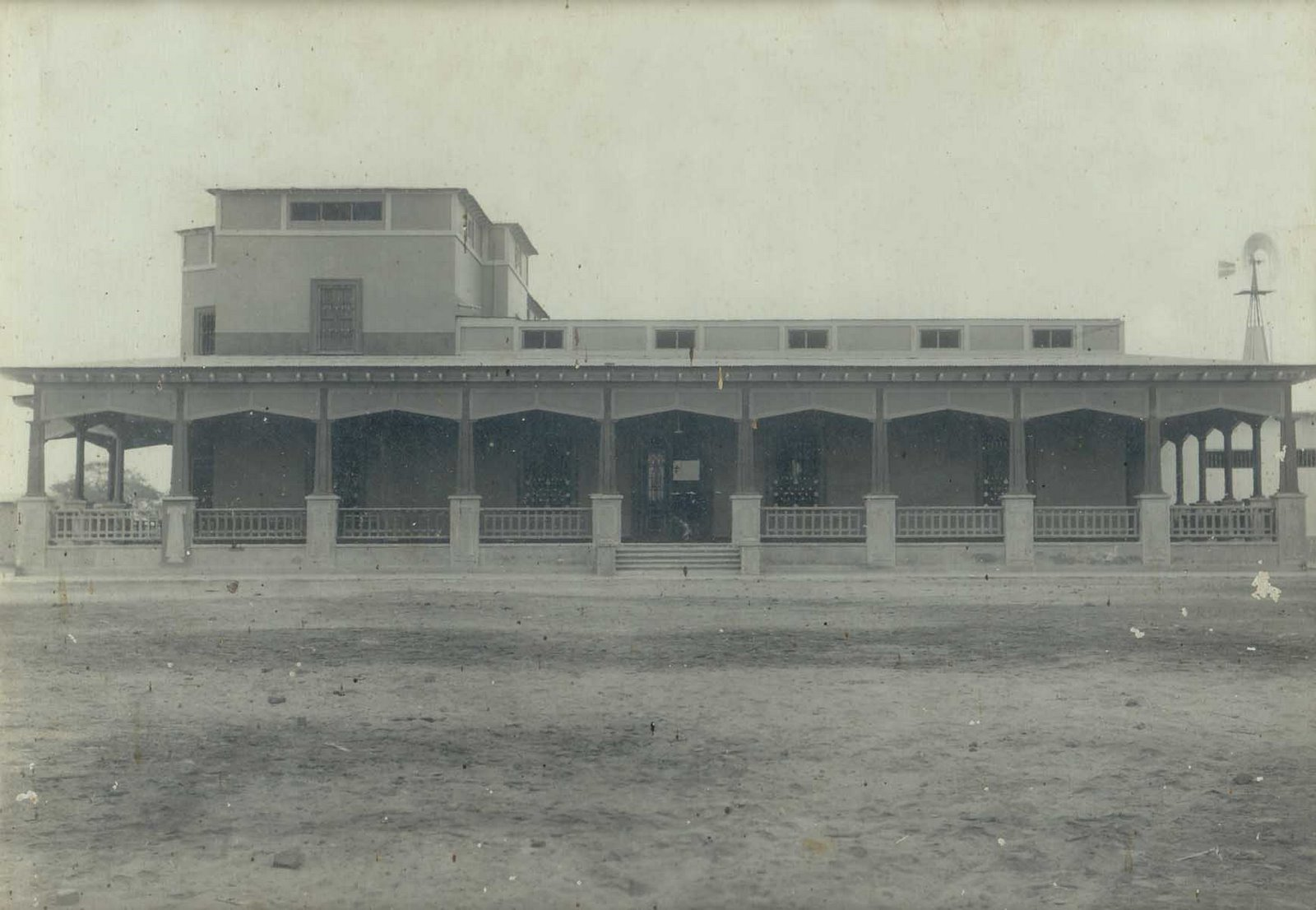
Casa hacienda de Batán Grande a inicios de 1900.

## Demografía
En el 2017 tiene una población de 3 106 habitantes.